# Salgueiro (ort)
Salgueiro är en ort i Brasilien.   Den ligger i kommunen Salgueiro och delstaten Pernambuco, i den östra delen av landet, 1 300 km nordost om huvudstaden Brasília. Salgueiro ligger 420 meter över havet och antalet invånare är 42 152.
Terrängen runt Salgueiro är huvudsakligen platt, men västerut är den kuperad. Salgueiro ligger nere i en dal.
Omgivningarna runt Salgueiro är huvudsakligen savann. Runt Salgueiro är det ganska tätbefolkat, med 83 invånare per kvadratkilometer.